# Гай Аквілій Галл
Гай Акві́лій Галл (лат. Gaius Aquilius Gallus; 116 до н. е. — 44 до н. е.) — відомий давньоримський правник часів пізньої Римської республіки, претор 66 року до н. е.

## Життєпис
Походив з стану вершників Аквіліїв. Навчався у відомих правників та красномовців свого часу — Квінта Сцеволи та Сервія Руфа. Був у 66 році до н. е. претором (разом з Марком Туллієм Цицероном). Після цього займався лише дослідженням та застосуванням права.
Відомий своєю винахідливістю, дотепністю і чудовим характером, користувався великою повагою в народу.

## Правництво
Його доробки торкалися здебільшого цивільного права та виступу у судах. Першочергово займався вивченням та складанням угод. Поєднував теоретичні розробки з практикою. При цьому брав до уваги принципи справедливості, що було відображено у його працях. На честь його отримали назви правницькі терміни «угода Аквілія» та «спадок Аквілія». Вивчав принципи та дії ошуканства. За Аквілія використання закону стало гнучкішим.
Дотепер не збереглося жодної праці з доробку Аквілія Галла.